# 海因茨·拉克
海因茨·拉克（德語：Heinz Raack，1917年5月18日—2002年12月26日），德国男子曲棍球运动员。他曾代表德国参加1936年夏季奥林匹克运动会曲棍球比赛，获得一枚银牌。他也曾获得1937年和1938年全国锦标赛冠军。